# Рогінський Михайло Олександрович
Михайло Олександрович Рогінський (рос. Михаил Александрович Рогинский, 14 серпня 1931, Москва — 5 липня 2004, Париж) — радянський і французький художник, графік, яскравий представник легендарного московського андеграунду.

## Біографія
Народився в Москві. 1946—1950 навчався в Московському міському ХУ в М. Перуцького, 1950—1951 — у Московському обласному ХУ «Памяти 1905 года». 1954—1960 працював художником у театрах Сєверодвінська, Пскова, Златоуста. 1963—1969 викладав у Московській міській художній школі на Кропоткінській. Першим серед радянських художників звернувся до об'єктів-панно, де використовував готові предмети, поклавши початок новому «предметному реалізму». 1975 пройшла «квартирна» виставка в Москві. 1978 емігрував до Франції, оселився в Парижі.

### Виставки
В СРСР не відбулося жодної офіційної виставки художника. Але у Парижі він творив живописну серію «Воспоминания о Москве», а 1995—2001 — велику серію полотен за мотивами «радянської реальності». Персональні виставки неодноразово проходили в Парижі (1980—1997), а також у Гамбурзі (1987), Москві (1995—2005), Нью-Йорку (1996, 2005), Відні (2001), Петербурзі (2004), Тель-Авіві (2006).

### Твори з автором
2009 вийшла збірка спогадів про художника його друзів і колег «Дураки едят пироги».

## Сучасність
Роботи зберігаються у ДТГ, ДРМ, Московському музеї сучасного мистецтва, Державному центрі сучасного мистецтва, Музеї актуального мистецтва (обидва — у Москві), Новому музеї у Петербурзі, Колодзей Арт Фонді у Нью-Джерсі та ін.